# Швајцарска на Светском првенству у атлетици у дворани 2022.
Швајцарска је на 18. Светском првенству у атлетици у дворани 2022. одржаном у Београду од 18. до 20. марта учествовала осамнаести пут, односно учествовала је на свим првенствима до данас. Репрезентацију Швајцарске представљала су 11 атлетичара (6 мушкараца и 5 жена), који су се такмичили у 7 дисциплина (4 мушке и 3 женске).,
На овом првенству Швајцарска је по броју освојених медаља заузела 4 место са 3 освојене медаље (1 златна и 2 сребрне)..
У табели успешности према броју и пласману такмичара који су учествовали у финалним такмичењима (првих 8 такмичара) Швајцарска је са 5 учесника у финалу заузела 8. место са 31 бод.
| Плас. | Земља      | 1. место | 2. место | 3. место | 4. место | 5. место | 6. место | 7. место | 8. место | Бр. финал. | Бод. |
| ----- | ---------- | -------- | -------- | -------- | -------- | -------- | -------- | -------- | -------- | ---------- | ---- |
| 8.    | Швајцарска | 1        | 2        | 0        | 1        | 1        | 0        | 0        | 0        | 5          | 31   |

## Учесници
| Мушкарци: - Јонас Рејс — 3.000 м - Финли Гајо — 60 м препоне - Џејсон Џозеф — 60 м препоне - Лоиц Гаш — Скок увис - Сајмон Ехамер — Седмобој - Андри Оберхолцер — Седмобој | Жене: - Муџинба Камбунђи — 60 м - Џералдин Фреј — 60 м - Ноеми Цберен — 60 м препоне - Дитаји Камбунџи — 60 м препоне - Ангелица Мозер — Скок мотком |  |

## Освајачи медаља (3)

### Злато (1)
- Муџинба Камбунђи — 60 м

### Себро (2)
- Лоиц Гаш — Скок увис
- Сајмон Ехамер — Седмобој

## Резултати

### Мушкарци
| Атлетичар    | Дисциплина   | Лични рекорд | Квалификације  | Квалификације  | Полуфинале           | Полуфинале           | Финале               | Финале               | Детаљи |
| Атлетичар    | Дисциплина   | Лични рекорд | Резултат       | Место          | Резултат             | Место                | Резултат             | Место                | Детаљи |
| ------------ | ------------ | ------------ | -------------- | -------------- | -------------------- | -------------------- | -------------------- | -------------------- | ------ |
| Јонас Рејс   | 3.000 м      | 7:39,49 НР   | 7:49,31 кв     | 5. у гр. 5     |                      |                      | 7:47,28              | 11 / 33 (34)         |        |
| Финли Гајо   | 60 м препоне | 7,71         | 7,74(.735)     | 4. у гр. 6     | Није се квалификовао | Није се квалификовао | Није се квалификовао | 25 / 44 (46)         |        |
| Џејсон Џозеф | 60 м препоне | 7,56         | Није стартовао | Није стартовао | Није се квалификовао | Није се квалификовао | Није се квалификовао | Није се квалификовао |        |
| Лоиц Гаш     | Скок увис    | 2,33 о       |                |                |                      |                      | 2,31 ЛРС             | '                    |        |

#### Седмобој
| Дисциплина   | Сајмон Ехамер | Сајмон Ехамер | Сајмон Ехамер | Сајмон Ехамер | Сајмон Ехамер | Сајмон Ехамер |
| Дисциплина   | Лич. рек.     | Рез.          | Бод.          | Плас.         | Укупно        | Плас.         |
| ------------ | ------------- | ------------- | ------------- | ------------- | ------------- | ------------- |
| 60 м         | 6,75          | 6,72 ЛР       | 984           | 3.            | 984           | 3.            |
| Скок удаљ    | 8,26          | 8,04          | 1.071         | 2.            | 2.055         | 2.            |
| Бацање кугле | 15,31         | 14,23 ЛРС     | 742           | 6.            | 2.797         | 2.            |
| Скок увис    | 2,05          | 2,05 ЛР       | 850           | 3.            | 3.647         | 2.            |
| 60 м препоне | 7,70          | 7,75          | 1.046         | 2.            | 4.693         | 2.            |
| Скок мотком  | 5,10          | 5,10 ЛР       | 941           | 3.            | 5.634         | 1.            |
| 1.000 м      | 2:51,14       | 2:53,54 ЛРС   | 729           | 9.            | 6.363         | 2.            |
| Укупно       | 6.285 НР      |               |               |               | 6.363 НР, ЛР  |               |

| Дисциплина   | Андри Оберхолцер | Андри Оберхолцер | Андри Оберхолцер | Андри Оберхолцер | Андри Оберхолцер | Андри Оберхолцер |
| Дисциплина   | Лич. рек.        | Рез.             | Бод.             | Плас.            | Укупно           | Плас.            |
| ------------ | ---------------- | ---------------- | ---------------- | ---------------- | ---------------- | ---------------- |
| 60 м         | 7,11             | 7,00 ЛР          | 882              | 9.               | 882              | 9.               |
| Скок удаљ    | 7,54             | 7,57 ЛР          | 952              | 5.               | 1.834            | 8.               |
| Бацање кугле | 15,07            | 14,76            | 775              | 5.               | 2.609            | 8.               |
| Скок увис    | 2,08             | 1,99             | 794              | 10.              | 3.403            | 9.               |
| 60 м препоне | 8,13             | 8,12(.111) ЛР    | 952              | 6.               | 4.355            | 7.               |
| Скок мотком  | 5,20             | 5,00             | 910              | 3.               | 5.265            | 5.               |
| 1.000 м      | 2:44,52          | 2:43,61 ЛР       | 834              | 7.               | 6.099            | 5.               |
| Укупно       | 6.041            |                  |                  |                  | 6.099 ЛР         | 5 / 10 (12)      |

### Жене
| Атлетичарка      | Дисциплина   | Лични рекорд | Квалификације | Квалификације | Полуфинале      | Полуфинале | Финале                | Финале             | Детаљи |
| Атлетичарка      | Дисциплина   | Лични рекорд | Резултат      | Место         | Резултат        | Место      | Резултат              | Место              | Детаљи |
| ---------------- | ------------ | ------------ | ------------- | ------------- | --------------- | ---------- | --------------------- | ------------------ | ------ |
| Муџинба Камбунђи | 60 м         | 7,03 НР      | 7,17 КВ       | 1. у гр. 2    | 7,08(.078) КВ   | 2. у гр. 2 | 6,96 СРС              |                    |        |
| Џералдин Фреј    | 60 м         | 7,15         | 7,11 КВ, ЛР   | 2. у гр. 3    | 7,15(.144)      | 4. у гр. 3 | Нису се квалификовале | 9 / 46 (47)        |        |
| Ноеми Цберен     | 60 м препоне | 7,99         | 7,95 КВ, ЛР   | 1. у гр. 6    | 8,01(.006)      | 3. у гр. 1 | Нису се квалификовале | 9 / 41 (45)        |        |
| Дитаји Камбунџи  | 60 м препоне | 7,94         | 7,97 КВ       | 2. у гр. 1    | 7,89 КВ, НР, ЛР | 2. у гр. 2 | Није завршила трку    | Није завршила трку |        |
| Ангелица Мозер   | Скок мотком  | 4,75         |               |               |                 |            | 4,60                  | 4 / 11             |        |